# Stolarz

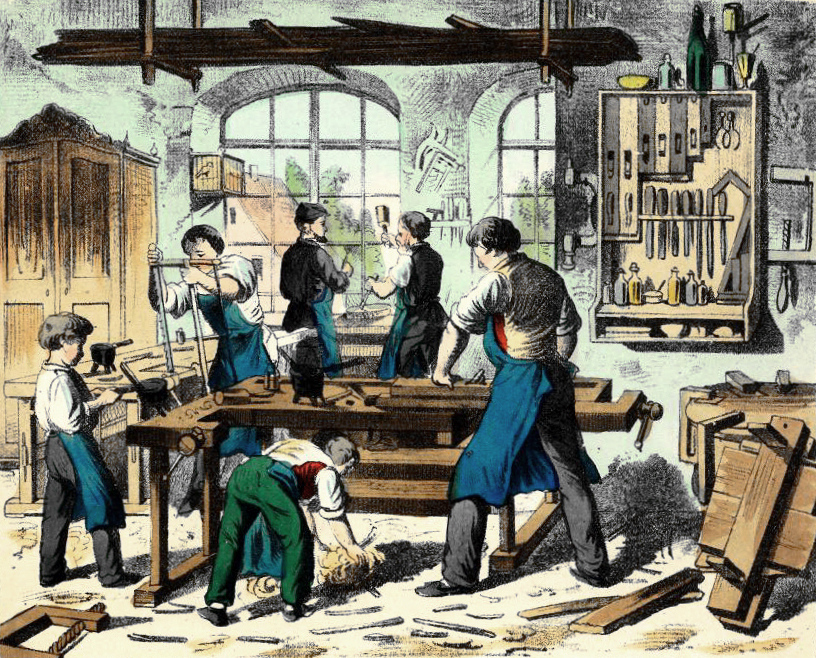
Stolarz

Stolarz – rzemieślnik wykonujący z drewna meble i przedmioty codziennego użytku.

## Stolarstwo w Polsce
Pierwszy w Polsce cech stolarski powstał w 1489 roku w Krakowie. Rozwój meblarstwa wiązał się z rozwojem miast, a tym samym z rozwojem mieszczaństwa. Pierwszą szkołę meblarstwa stworzył w 1750 roku Stanisław Konarski. Do znanych stolarzy zalicza się Jan Jakub Simmler (1791–1872), polski rzemieślnik ebenista, produkujący meble o wysokim poziomie artystycznym i technicznym.

## Stolarz a cieśla
Niejednokrotnie zawody cieśli oraz stolarza są mylone. Mimo że przedmiotem obu jest praca z drewnem, istnieją między nimi diametralne różnice. Praca stolarza polega na tworzeniu z różnych rodzajów drewna oraz materiałów drewnopochodnych przedmiotów codziennego użytku i mebli (stolarz meblowy). Cieśla natomiast odpowiada za tworzenie większych drewnianych konstrukcji budowlanych (takich jak: domy, statki – szkutnictwo), a najczęściej ich elementów. W pracy wykorzystuje zestaw narzędzi ciesielskich, wykonując w przygotowanym materiale odpowiednie połączenia. Cieśla – w odróżnieniu od stolarza budowlanego – zajmuje się wykonywaniem konstrukcji wieńcowej (zrębu) budynku, więźby dachowej, a stolarz budowlany podłogi, drzwi, okna. 
Zawód stolarza wymaga dużej wiedzy na temat różnorodnych gatunków drewna, oceny ich jakości, właściwości i przeznaczenia oraz rodzajów połączeń: stałych (na klej) lub rozłącznych (kołkowych, wpustowych) itp. Stolarz powinien posiadać wyobraźnię przestrzenną, zdolności manualne i uzdolnienia artystyczne. Musi także umieć dopasować różne rodzaje drewna, oraz trwale połączyć elementy przy pomocy kleju, gwoździ, stalowych śrub.

## Typowe prace stolarskie
- obróbka skrawaniem (ręczna i mechaniczna) drewna
- wykonywanie, montaż, remontowanie i modernizacja stolarki budowlanej i otworowej (drzwi i okien)
- wytwarzanie mebli i ich remont.

## Maszyny i narzędzia
Do obróbki drewna stolarze używają zarówno wyspecjalizowanych maszyn, elektronarzędzi i narzędzi ręcznych. Najpopularniejsze narzędzia ręczne stosowane w stolarstwie to: młotek, strug, piła, dłuto. Z kolei maszyny stolarskie to m.in. pilarka tarczowa, frezarka, strugarka, szlifierka taśmowa, tokarka.

## Tytuły zawodowe
- stolarz budowlany
- stolarz meblowy
- stolarz mebli artystycznych i wzorcowych
- stolarz galanterii drzewnej
- stolarz modelarz instrumentów muzycznych